# 하타케야마 시게타다
하타케야마 시게타다(畠山重忠, 1164년 ~ 1205년)는 헤이안 시대 말기부터 가마쿠라 시대 초기까지의 무장이다. 가마쿠라 막부의 유력 고케닌.
미나모토노 요리토모의 거병 초기에는 적대관계였지만 이후 주종관계로 변하여 겐페이 전쟁 당시 지용을 겸비한 무장으로 활약하였고 막부 창업 공신의 반열에 오르게 된다. 하지만 요리토모 사후 실권을 잡은 초대 싯켄 호조 도키마사의 모함으로 모반(謀反) 혐의를 받아 아들과 함께 전사(하타케야마 시게타다의 난)하게 된다. 주로 반도무사의 본보기(坂東武士の鑑)로 불린다.

## 생애

### 요리토모를 따라
하타케야마 씨(畠山氏)는 다이라를 혼세로 하고 일본 간토 지역에 퍼져 있던 반도 하치헤이시(坂東八平氏)의 하나인 지치부 씨(秩父氏)의 일족으로 무사시국(武蔵国) 오토부쿠로 군(男衾郡)의 하타케야마 향(일본 사이타마 현 후카타니 시 하타케야마)을 영지로 삼은 씨족이었다. 동족으로는 에도 씨(江戸氏), 가와코시 씨(河越氏), 도요시마 씨(豊島氏) 등이 있었다.
많은 도고쿠 무사들과 마찬가지로 하타케야마 역시 겐지(源氏)의 게닌(家人)이었지만, 시게요시(重能)는 헤이지의 난(平治の乱)에서 미나모토노 요시토모(源義朝)가 죽은 뒤 헤이케(平家)를 따라 20년 동안 충실한 게닌으로 출사해 있었다.
지쇼(治承) 4년(1180년) 8월 17일에 요시토모의 셋째 아들인 미나모토노 요리토모(源頼朝)가 모치히토 왕(以仁王)의 영지(令旨)를 받들어 거병하였다. 아버지 시게요시가 오반야쿠(大番役)로 교토에 상경해 있느라 당시 17세였던 시게타다가 영지에 머무르며 일족을 거느리고 있었고, 헤이케의 편에 서서 요리토모를 치러 나섰다. 23일 요리토모는 이시바시 산 전투(石橋山の戦い)에서 오오바 가게치카(大庭景親)에게 대패하고 궤주하는데 사가미국(相模国)으로 출진했던 하타케야마 군세는 이시바시 산 전투 다음날인 24일에 가마쿠라(鎌倉)의 유이가하마(由比ヶ浜)에서 요리토모와 합류하지 못하고 물러난 미우라 씨(三浦氏) 일족과 합전하게 되었다. 미우라는 다타라 요시하루(多々良義春)와 그 노토인 이시이 고로(石井五郎) 등의 희생을 치러가면서도 본거지 미우라로 돌아가는데 성공하지만, 하타케야마는 시게타다의 노토 50여 명이 효수되고 무사시로 물러났고 시게타다는 이를 보복하기 위해 미우라를 습격하고자 같은 일족인 지치부 일족의 무사시 검교(武蔵検校) 가와코시 시게요리(河越重頼)에게 원군을 청했다. 요청에 응한 시게요리로부터 에도 시게나가(江戸重長)도 가세, 무사시국(武蔵国)의 무사단 수천 기를 거느리고 26일 미우라의 본거지 기누타테 성(衣笠城)을 쳤다. 다음날 홀로 성에 남아 있던 외할아버지 미우라 요시아키(三浦義明)를 쳤다(기누타테 성 합전)
9월에 요리토모는 아와국(安房国)에서 재기하였고, 지바 쓰네타네(千葉常胤), 가즈사노 히로쓰네(上総広常) 등이 가세하면서 2만 기 이상의 대병력으로 불어나 보소 반도(房総半島)로 진군, 무사시에 입성한다. 10월 4일 시게타다는 가와코시 시게요리, 에도 시게나가와 함께 나가이노와타리(長井渡)에서 요리토모에게 귀복했다.
군키모노가타리 『겐페이 성쇠기』(源平盛衰記)에 따르면 이때 시게타다는 그 선조인 다이라노 다케쓰나(平武綱)가 하치만타로 요시이에로부터 받았다는 흰색 기치를 가지고 요리토모 앞에 귀참하여 기쁘게 했다고 한다. 시게타다는 선진(先陣)을 명받아 사가미로 진군, 요리토모의 대군은 별 다른 저항을 겪는 일 없이 가마쿠라로 가마쿠라에 입성했다.
시게타다는 요리토모의 고케닌(御家人)이 되어 요리토모의 오쿠라 고쇼(大倉御所)로의 이전이나 쓰루가오카 하치만구(鶴岡八幡宮) 참배 경호 등 『아즈마카가미』 기사에 자신의 이름을 드러냈다. 요와(養和) 원년(1181년) 7월 쓰루가오카 하치만구 사전(社殿) 개축 상량식에서는 공사에 참여한 장인들에게 말을 하사할 때에 미나모토노 요시쓰네(源義経)와 함께 말을 끌고 왔다. 이 무렵에 시게타다는 요리토모의 장인인 호조 도키마사(北条時政)의 딸을 아내로 맞았다. 그러나 이 시기의 시게타다는 아버지 시게요시가 아직 헤이케 편에 서 있었기에 요리토모의 신임을 전적으로 얻고 있었다고는 할 수 없다는 견해도 있다. 또한 같은 지치부 일족 안에서도 오야마다 씨(小山田氏)가 중용되어 하타케야마는 대우로써도 격차가 있는 등, 요리토모가 일족 사이에서의 대우에 차등을 두어서 내부 분열을 조장하려 했다는 견해도 있다.

### 지쇼 ・ 주에이의 난에서 활약하다

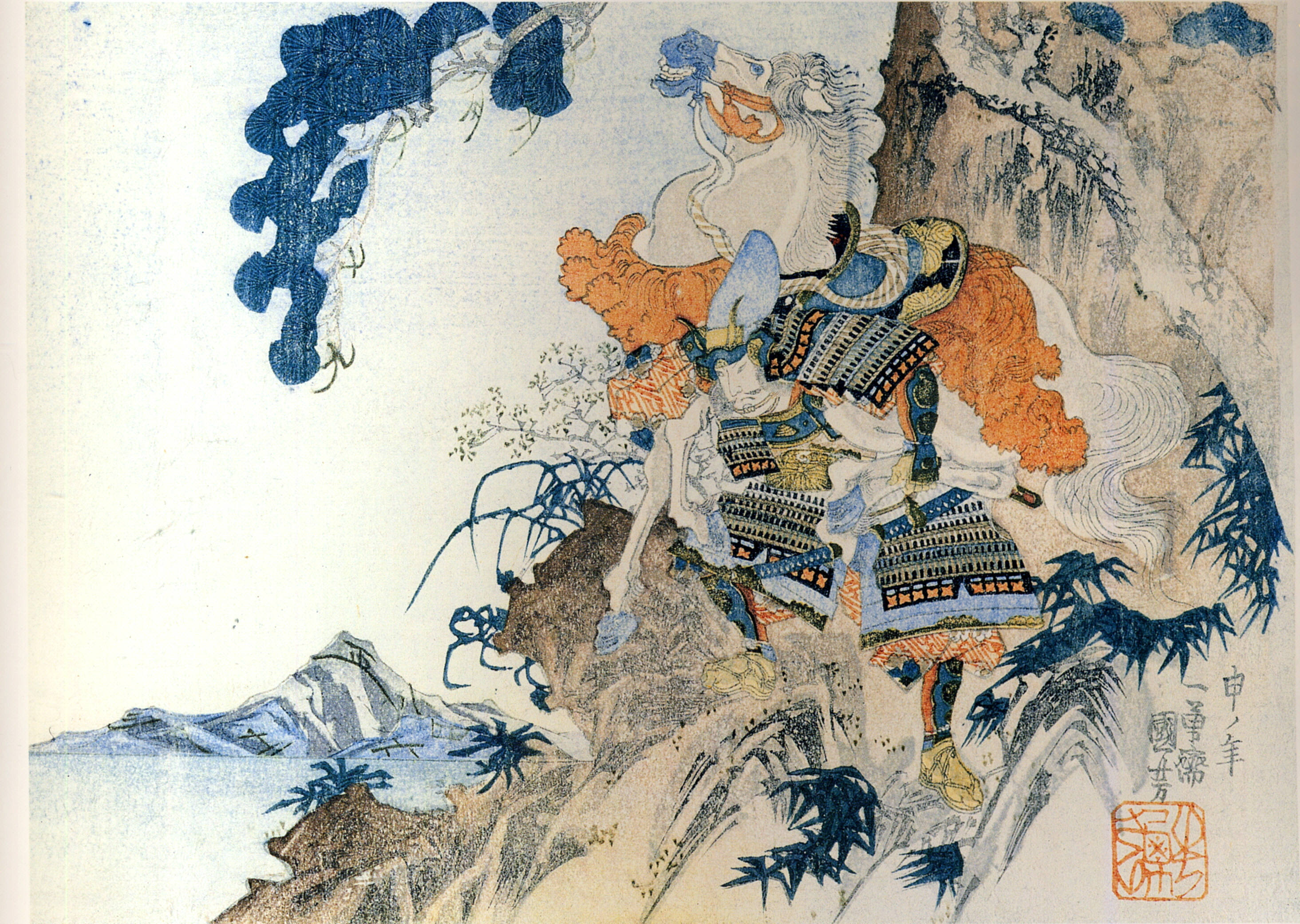
히요도리 고개에서 말을 등에 짊어지고 비탈을 내려가는 시게타다. 에도 시대의 우타가와 구니요시(歌川国芳)가 그린 것이다.

주에이(寿永) 2년(1183년) 헤이케를 몰아내고 교토를 지배하게 된 미나모토노 요시나카(源義仲)가 요리토모와 대립하게 되고 요리토모는 동생 미나모토노 노리요리(源範頼)와 요시쓰네(義経)에게 6만 기를 주어 오미국(近江国)으로 진출하게 했다. 이듬해 주에이 3년(1184년) 정월 가마쿠라군과 요시나카군이 우지 강(宇治川)과 세타(勢多)에서 격돌하였다. 『헤이케 이야기』(平家物語), 『겐페이 성쇠기』에서는 요시쓰네의 익수(搦手)에 속해 있던 시게타다가 단토(丹党) 500기를 거느리고 우마이카다(일본어: 馬筏)를 짜서 맨앞에서 우지 강을 건넜는데, 말이 화살에 맞고 걸을 수밖에 없게 되자 활을 지팡이 삼아 강 복판에 내려서 물속으로 들어가 물살에 투구가 밀리는 것도 아랑곳하지 않고 헤엄쳐서 반대편 기슭에 닿았는데. 마찬가지로 말이 물살에 휩쓸려 간 에보시코(烏帽子子, 대자) 오오쿠시 시게치카(大串重親)가 자신의 등에 매달린 것을 보고, 힘이 센 시게타다는 “너희는 언제나 내 도움으로 살아나는구나.”라며 시게치카를 잡아다 강 기슭 위로 내던져 버렸다. 대안에 올라선 시게치카는 큰 소리로 “무사시 출신 오쿠시노 시게치카가 우지 강을 맨 먼저 건넜노라”고 외쳤고, 이를 본 적이나 아군들 모두가 그를 비웃었다는 이야기가 있다. 강을 건넌 뒤 요시나카의 게닌 나가세노 시게쓰나가 도전해 오자 “군신께 올릴 오늘의 제물로 써야겠다”며 말머리를 옆에 갖다 대고 꽉 붙잡아 땅바닥에 밀어붙인 다음 목을 비틀어 잘라 혼다노 지로의 안장 뒤에 붙들어 맸다(『헤이케 이야기』).
『헤이케 이야기』에 따르면 요시나카군을 격파한 요시쓰네가 교토에 들어가고 고시라카와 법황(後白河法皇)의 고쇼에 나아가, 시게타다 등과 함께 고시라카와 법황을 뵙고 주렴(御簾) 너머로 자신의 이름을 대었다. 『겐페이 성쇠기』에서는 시게타다는 산조가와라(三条河原)에서 요시나카의 애첩인 도모에 고젠(巴御前)과 일기토를 벌였고 괴력으로 도모에의 갑옷 소매를 잡아당겼고, 도모에는 감당이 안 되겠다고 생각하고 도망쳐 버렸다고 한다. 이 우지 강 전투(宇治川の戦い)에서 노리요리, 요시쓰네의 가마쿠라군은 승리, 요시나카군은 멸망했다.
2월, 노리요리와 요시쓰네는 셋쓰국(摂津国) 후쿠하라(福原, 효고 현 고베)까지 복귀해 있던 헤이케를 치고자 교토를 떠났다. 시게타다는 노리요리의 오오테(大手)에 속하였다. 『헤이케 이야기』에서는 요시쓰네의 익수에 속하였고, 이에 토대하여 이야기를 부풀린 『겐페이 성쇠기』에는 요시쓰네가 헤이케 군영을 기습하고자 말을 탄 채로 내려갔던 히요도리고에(鵯越)의 가파른 비탈에서 괴력을 지닌 하타케야마 시게타다가 말을 다치지 않게 하려고 말을 들어올려서 등에 짊어진 채로 요시쓰네를 따라 비탈을 내려갔다고 한다. 이치노타니 전투(一ノ谷の戦い)라 불리는 이 전투에서 가마쿠라군은 크게 이겼으며, 헤이케는 사누키국(讃岐国) 야시마(屋島)로 도망쳤다.
그뒤 요리토모는 노리요리에게 대군을 주어 주고쿠(中国) ・ 규슈(九州)로 원정하게 하였으나, 신용할 만한 사료인 『아즈마카가미』에서는 여기에 시게타다의 이름은 보이지 않는다. 또한 『겐페이 성쇠기』에는 요시쓰네의 군에 속하여 야시마 전투(屋島の戦い)에서 싸웠다고 하나, 군키모노가타리(軍記物語)일 뿐으로 신뢰성은 낮다.
겐랴쿠(元暦) 2년(1185년) 3월, 요시쓰네는 단노우라 전투(壇ノ浦の戦い)에서 헤이케를 멸하였다.

### 막부의 창업공신
그후 요리토모와 요시쓰네가 대립하게 되고, 요시쓰네는 교토에서 요리토모에 맞서 거병하고자 했으나 실패하고 도망쳤다. 요시쓰네의 장인인 가와코시 시게요리(河越重頼)는 연좌되어 주살되고, 시게요리가 가지고 있던 무사시 유수소 총검교직(武蔵留守所惣検校職)을 시게타다가 이었다.
분지(文治) 2년(1186년) 요시쓰네의 애첩 시즈카 고젠(静御前)이 요리토모의 명으로 쓰루가오카 하치만구에서 시라뵤시(白拍子)로 춤을 추어 보였을 때, 시게타다는 도뵤시(銅拍子)를 추어 그 반주를 맡았다.
분지 3년(1187년) 시게타다가 지토(地頭)로 임명된 이세국(伊勢国)의 누마타 미쿠리야(沼田御厨)에서 그의 대관이 난동을 부렸다 하여 시게타다의 신병은 지바 다네마사(千葉胤正)에게 수인(囚人)으로써 넘겨졌다. 이를 수치스럽게 여긴 시게타다는 단식해 버렸고, 요리토모는 시게타다의 무용을 아껴서 그를 사면하였으나, 시게타다가 그 일족과 함께 자신의 거처인 무사시 국의 스가야 관(菅谷館)으로 돌아가 버리고, 사무라이도코로(侍所)의 쇼시(所司) 가지와라노 가게토키(梶原景時)가 이를 미심쩍어하면서 모반으로 의심된다고 참언하였다. 요리토모는 중신을 모아 시게타다를 쳐야 할 것인가를 심의하였다. 오야마 도모마사(小山朝政)가 시게타다를 변호했고, 그리하여 시모코베 유키히라(下河辺行平)가 사자로써 파견되게 되었다. 유키히라로부터 사정을 전해 들은 시게타다는 슬퍼 격분한 나머지 그 자리에서 자결하려고 했지만 유키히라가 이를 뜯어말려서 가마쿠라로 가서 자신의 입장을 아뢰어 변론하도록 시게타다를 설득하였다.
가게토키가 조사를 맡아서 '자신은 모반한 적이 없다'고 신에게 맹세하는 내용의 기청문(起請文)을 써 낼 것을 시게타다에게 요구하였는데, 시게타다는 「나에게는 두 마음이 없고 말하는 것과 속마음이 다르지 않으니 기청문을 낼 필요도 없다.」고 하였다. 이를 가게토키가 요리토모에게 전하자 요리토모는 아무 말도 하지 않고 시게타다와 유키히라를 불러서 선물을 주고 돌려 보냈다.
분지 5년(1189년) 여름, 미나모토노 요리토모가 오슈 후지와라 씨(奥州藤原氏)의 거점인 히라이즈미(平泉)로 쳐들어갔다. 오슈 합전(奥州合戦)이라 불리는 이 전투에서 하타케야마 시게타다는 선진을 맡았다. 오슈 후지와라 씨의 당주 후지와라노 야스히라(藤原泰衡)의 형인 구니히라(國衡)가 군사를 거느리고 진을 치고 막아서고 있던 아쓰카시 산(阿津賀志山)에서의 전투에 미우라 요시무라(三浦義村), 가사이 기요시게(葛西清重) 등이 진을 빠져나와 뒤로 물러나려 하였는데, 이를 알게 된 시게타다의 노토가 이를 시게타다에게 아뢰었으나 시게타다는 「가마쿠라 님이 내게 선진을 맡기신 이상 공적은 모두 나의 것이다. 굳이 앞장서기 싫다고 고집부리는 자들을 잡을 필요 없다. 그것은 무략(武略)의 본의가 아닐 것이다」라며 유연했다. 이 싸움에서 시게타다는 승리했고(구칸쇼에는 지치타로의 목을 친 것이 시게타다라고 하였다), 후지와라노 야스히라는 히라이즈미에 불을 지르고 도망쳤고, 오슈 후지와라 씨는 멸망하였다.
전후 처리에서 가지와라노 가게토키가 야스히라의 노토(郎党)인 유리 하치로(由利八郎)를 조사하였는데, 가게토키가 오만불손한 태도로 나오자 유리 하치로는 가게토키의 조사를 거부하며 완강하게 나왔다. 요리토모는 이에 시게타다에게 유리 하치로의 조사를 맡기도록 명했고, 시게타다가 예의를 갖추어 정중히 대하자 이에 감격한 유리 하치로는 조사에 협조적으로 응하며 「앞서의 그 자(가게토키)와는 운니지차(雲泥之差)다」라고 시게타다를 평하였다.
오슈 합전에서 세운 공으로 하타케야마 시게타다는 무쓰국(陸奥国) 가사오카 군(葛岡郡)의 지토로 임명되었다. 가사오카 군은 협소한 땅이었으나 시게타다는 두말 없이 받아 들였다고 『아즈마카가미』는 쓰고 있는데, 실제 무쓰 국에는 「가사오카」라는 이름을 가진 군이 없다. 같은 구니의 다마쓰쿠리 군(玉造郡)에 「가사오카」라는 지명이 있어서 「나가오카 군」(長岡郡)의 오기로 보는 견해도 있지만, 자세한 것은 알 수 없다.
겐큐(建久) 원년(1190년) 요리토모가 상경하여 고시라카와인을 알현할 때에 하타케야마 시게타다는 그 선진을 맡았고, 요리토모가 우콘노에노타이쇼(右近衛大将)로 임명되어 이를 배하하는 자리에서 동행했던 수병(随兵) 일곱 명의 한 사람으로 선발되어 인(院)에 들었다.
겐큐 4년(1193년) 무사시 국의 토착 일곱 무사단인 무사시 시치도(武蔵七党) 가운데 단토(丹党, 남서부)와 고타마토(児玉党, 북서부) 두 무사단 사이에 확집이 일어나 합전 직전까지 치닫게 되자, 이를 들은 시게타다가 그 중재에 들어가 그들을 화평시켰고, 무사시 안에서의 개전을 막았다(이때 고타마토 본종가는 쇼 이에나가庄家長였다고 한다).
쇼지(正治) 원년(1199년) 정월, 미나모토노 요리토모가 사망하였을 때, 하타케야마 시게타다는 '겐지의 자손을 수호하도록 하라'는 요리토모의 유언을 받았다. 10월, 유우키 도모미쓰(結城朝光)가 「충신은 두 임금을 섬기지 않는다」라고 발언한 것을 가지와라노 가게토키가 2대 쇼군 ・ 미나모토노 요리이에(源頼家)를 비방한 것이라고 참언하였고, 이를 안 미우라 요시무라, 와다 요시무라 등이 노하여 제장 66명과 함께 가게토키 탄핵을 요구하는 연판장을 작성하였다. 하타케야마 시게타다도 여기에 이름을 올렸다. 가게토키는 가마쿠라에서 쫓겨났고, 이듬해인 쇼지 2년(1200년) 교토로 가는 길에 습격을 당해 그 일가족이 모두 멸망당하였다(가지와라노 가게토키의 변).
겐닌(建仁) 3년(1203년)에 발생한 히키 요시카즈의 변(比企能員の変)에서는 시게타다는 호조 씨(北条氏)의 아군으로 히키 일족을 멸망시킨다. 요리이에는 유폐되고, 후에 모살당했다. 후임 쇼군으로는 요리이에의 동생인 미나모토노 사네토모(源実朝)가 취임했고, 싯켄(執権) 호조 도키마사(北条時政)가 실권을 쥐었다.

### 멸망

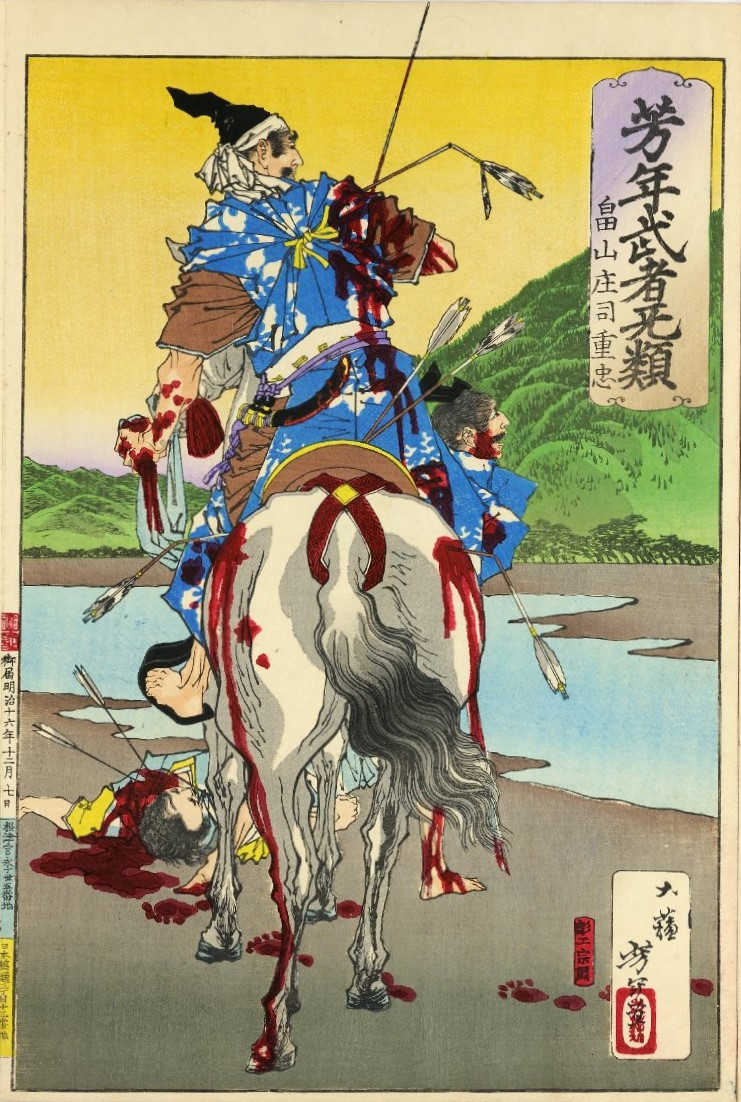
하타케야마 쇼지 시게타다(畠山庄司重忠). 쓰키오카 구니토시(月岡芳年)이 그린 「芳年武者无類」에서

그러나 히키 씨가 멸망한 뒤, 상경하여 교토 슈고(京都守護)가 된 무사시노카미(武蔵守) 히라가 도모마사(平賀朝雅)를 대신해 호조 도키마사(北条時政)가 무사시 국의 일을 장악하게 되었다. 도모마사는 시게타다의 사위였고, 시게타다와 도키마사는 첨예하게 대립하게 되었다. 후지와라노 데이카의 일기인 『메이게쓰키』(明月記) 겐큐(元久) 원년(1204년) 정월 18일조에 따르면 교토에서 「도키마사가 시게타다와 싸우다 패하고 산속에 숨었고 오에노 히로모토(大江広元)는 이미 죽임을 당했다고 한다」는 오보가 나도는 등, 양자의 대립은 이미 교토에까지 널리 알려져 있었다.
11월, 교토의 도모마사의 저택에서 쇼군 사네토모(実朝)의 아내로 보몬 노부키요(坊門信清)의 딸을 맞이하기 위해 상경한 고케닌들의 환영 연회가 열린 자리에서 시게타다의 아들인 시게야스(重保)가 도모마사와 말다툼을 벌였다. 주위에서 말려서 다툼은 진정되었지만, 다음날 도키마사의 아들로 시게타다와 함께 상경했던 마사노리(政範)가 병으로 급서했다. 마사노리는 도키마사의 후처인 마키 마님(牧の方) 소생이었다. 마사노리의 매장과 시게야스와 도모마사의 싸움에 대한 보고가 동시에 가마쿠라에 전해졌다. 한편 『아즈마카가미』는 사네토모의 정실을 맞이할 사자로써 상경했던 고케닌들의 대표를 마사노리 한 사람이라고 하고 있는데, 왕자인 나카스케 왕(仲資王)의 일기 『나카스케오키』(仲資王記) 겐큐 원년 11월 3일조에 따르면 이때 도키마사도 함께 상경했었음이 확인된다.。
『시마즈 가 문서』(島津家文書)에 따르면 도키마사는 시게타다 부자와 의절해 버렸지만, 이듬해인 겐큐 2년(1205년) 정월에 지바 나리타네(千葉成胤)의 중재로 양자는 일단 화해하였다. 그러나 이는 일시적인 것에 지나지 않았다. 다섯 달 뒤인 6월, 도키마사는 시게타다가 모반하였다며 요시토키(義時) ・ 도키후사(時房)에게 시게타다 토벌을 자문하였고, 『아즈마카가미』에 따르면 두 사람은 「충직하고 정직한 시게타다가 모반을 일으킬 리가 없다」며 이를 반대하였으나, 마키 마님이 옆에서 계속 부추기는 바람에 결국 동의하였다고 한다. 시게타다의 종형제 이나게 시게나리(稲毛重成, 도키마사의 사위)가 고쇼로 올라와 시게타다의 모반을 고소하였고, 쇼군 사네토모는 시게타다 토벌을 명하였다.
한편 『아즈마카가미』에서 이후의 기록은 그뒤 호조 마사코(北条政子)와 요시토키가 아버지 도키마사를 내쫓는 불효한 「배덕」을 정당화하는 복선이 된다. 1898년(메이지 31년)에 일본의 사학자 하라 가쓰로(原勝郎)는 『아즈마카가미의 성질 및 그 사료로써의 가치』(吾妻鏡の性質及其史料としての價値)에서 「같은 해 윤7월의 일의 사변에 즈음하여 두 사람의 태도를 생각해 보면, 이런 게 '처음에는 처녀처럼 굴다가 마지막에는 토끼처럼 뛰쳐나간다'라는 것일까? 괴이하기 그지없다. 바꿔서 말하면 이러한 초래한 까닭은 충실하고 정직한 시게타다가 모반을 일으킬 까닭이 없다는 《아즈마카가미》의 편자가 굳이 요시토키를 감싸려 했다기보다 오히려 곡필을 시도했다는 결론에 이를 수밖에 없다」라고 썼다. 이후 하라의 설은 일본 사학계에서 정설이 되어, 『아즈마카가미』 연구에서는 이 부분이 곡필의 대표적인 사례로 꼽히고 있다. 
6월 22일, 가마쿠라에 있던 시게요시는 모략으로 살해되었다. 이때 시게타다는 「가마쿠라에 이변이 생겼으니 지금 바로 쇼군께 뵈러 오라」는 허위 명령을 받아 130기 정도만을 거느리고 스가야노타테를 나와 가마쿠라로 향하고 있었다. 무사시 국 후타마타 강(二俣川, 가나가와 현 요코하마 시 아사히 구)에서 요시토키를 대장군으로 하는 수만 기가 자신을 찾으러 오고 있음을 알게 된 시게타다는 죽음을 각오하고 몇 안 되는 병사로 그 자리에 멈춘 채 요시토키의 대군을 기다려 분전을 벌였다. 분전 끝에 아이코 스에타카(愛甲季隆)가 쏜 화살에 맞아 전사하였다(『구칸쇼』에는 시게타다를 따르는 자가 없자 자결하였다고 되어 있다). 향년 42세였다.
합전 뒤에 요시토키는 자신의 앞에 보내져 온 시게타다의 목을 보며 「지난날 전장에서의 일을 잊을 수 없다. 눈물을 금할 수가 없다」라고 비통하는 모습을 보였다고 한다. 그리고 「모반하였다는 말은 허탄한 말이리라」, 「참소로 인해 주륙을 당하기에 이르렀구나」라고 시게타다 토벌을 참소에 의한 것으로 단정짓고, 아버지 도키마사의 소행을 규탄하였다고 『아즈마카가미』에는 기술되어 있다. 
시게타다 모반을 고소한 이나게 시게나리가 오카와도 유키모토(大河戸行元)에 의해 살해되고, 그 아들 오자와 시게마사(小沢重政)는 우사미 스케무라(宇佐美祐村)에게 공격당해 죽었다. 나아가 미우라 요시무라(三浦義村)가 가마쿠라에 있던 시게나리의 동생 한가야 시게토모(榛谷重朝) 부자를 공격해 죽였다. 인망이 높던 시게타다를 죽인 일로 도키마사와 마키 마님은 가마쿠라 고케닌들로부터 증오를 사게 되었고, 같은 해 7월에 마키 씨 사건(牧氏事件)이 일어나 도키마사와 마키 마님은 실각하여 이즈국(伊豆国)으로 추방, 히라가 도모마사는 살해되었다.
사건의 배경은 무사시 무사단의 수령이었던 하타케야마 씨와 무사시노카미(조정으로부터 고쿠시로 임명) 도모마사를 후견하던 호조 씨가 무사시의 지배를 놓고 충돌한 것, 그리고 도키마사의 전처 소생인 요시토키와 후처의 사위인 도모마사 사이의 알력이라는 호조 집안의 내부 대립이 있었다고 여겨진다.
시게타다의 옛 영지와 하타케야마 집안은 아시카가 요시카네(足利義兼)의 서장자(庶長子)인 요시즈미(義純)가 시게타다의 부인(즉 호조 도키마사의 딸)과 재혼함으로써 계승하였다. 이로 해서 하타케야마 씨는 헤이시가 아닌 겐지로써 존속하게 된다. 한편 요시즈미가 혼인한 여성은 시게타다의 부인이 아니라 딸(즉 호조 도키마사의 외손녀)이라는 설도 있다.
사이타마 현(埼玉県) 히키 군(比企郡) 아라시야마 정(嵐山町)에 하타케야마 시게타다의 저택이었던 스가야노타테 터가 있으며, 공굴(空堀) 등의 유구가 남아 있다. 다만 현존하는 것은 센고쿠 시대(戦国時代) 고호조 씨(後北条氏)의 것으로 전해진다.
가사기 성(衣笠城)과 가까운 가나가와 현 미우라 군(三浦郡) 모미지야마 정(葉山町)에는 '하타케야마'라는 표고 205m 정도의 산이 있는데, 가사기 성 공격 당시 시게타다가 진을 친 곳으로 전해지고 있다.

## 인물
『구칸쇼』(愚管抄)에 따르면, 시게타다는 용맹한 무사로 휴식을 취할 때조차 그의 곁에서는 편히 앉아 있을 수 없었다고 한다. 잠시도 몸에서 활을 떼는 일이 없었기에 부하들은 그를 무척이나 두려워했다. 사냥을 할 때 그 손놀림이란 큰 사슴과 맞서서 뿔을 잡을 정도였다.

### 내용
1. ↑  시게타다의 어머니에 대해서는 미우라 요시아키의 딸이라고 하는 것이 일반적인 설이지만 히고 국(肥後国) 고시로 씨(小代氏)로 전하는 「小代系図」[2]에는 호라이 쓰네시게(蓬莱経重)가 에도 시게쓰구(江戸重継)의 딸을 어머니로 하고 하타케야마 시게타다와는 한 배에서 났다고 기록하고 있다. 또한 요시아키와 시게타다의 나이차는 72세 차이로 할아버지와 손자의 나이차라고 해도 너무 크다. 때문에 시게타다는 하타케야마 시게요시의 측실이었던 에도 시게쓰구의 딸 소생으로 미우라 요시아키의 딸 즉 시게요시의 정실에게 양자로 들어간 것으로(쓰네시게는 하타케야마 씨였으나 고타마토児玉党 계의 지치부 씨 즉 헤이지의 난에서 죽은 지치부 유키토시의 양자가 되었다고 보인다) 미우라와는 혈연관계가 없다고 보는 설도 있다.[3][4]
2. ↑  일본어로는 카라메테(からめ-て) 또는 카라메데(からめ-で)로 읽는다. 성의 이문(裏門), 군진의 후방을 가리킨다. 이것이 바뀌어 ‘약점‘을 가리키는 뜻이 되었고, 또는 그러한 약점을 공격하여 허를 찌르는 군세를 말한다. 그밖에 「오오테」(大手)의 대의어로도 쓰인다. 여기서는 적의 허를 찌르는 군세를 말한다.
3. ↑  무사시 시치도의 하나로 단지 일족을 주력으로 하던 무사단이다.
4. ↑  유속이 빠른 여울이나 큰 강을 건너기 위해서 뗏목(이카다)를 짜듯이 몇 마리나 되는 말들을 나란히 세우는 것을 말한다.
5. ↑  나머지 여섯 명은 호조 요시토키(北条義時), 오야마 도모마사(小山朝政), 와다 요시모리(和田義盛), 가지와라노 가게토키(梶原景時), 도이 사네히라(土肥実平), 히키 요시카즈(比企能員)였다.
6. ↑  호조 도키마사가 호조 마사코와 요시토키 남매에 의해 강제적으로 출가, 이즈 국에 유폐된 사건을 가리킨다.
7. ↑  《손자병법》11 구지편에 "전투가 시작되기 전까지는 처녀처럼 조용하고 침착하고 조심하여 적의 경계심을 늦추어 문을 열게 만들고, 전투가 시작되면 마치 덫에서 벗어난 토끼처럼 재빠르게 출동하여, 적이 미처 저항하지 못하게 만든다"(始如處女 敵人開戶 後如脫兎 敵不及拒)는 구절에서 나온 것으로, 싸움이 시작되기 전에는 조용하고 조심스럽게 행동하여 수줍은 처녀처럼 보이면 적도 마음을 놓고 대비를 허술하게 한다. 그래서 이 틈을 타고 덫에서 풀려진 토끼처럼 잽싸게 쳐들어가면 적은 아군을 막아내지 못하게 된다. 이를 위해서는 사전에 만반의 준비를 다하여 힘을 집중해 놓아야 한다는 것이다.[9]
8. ↑  다만 이를 요시토키 옹호를 위한 편찬자의 의도적인 곡필로만 단정지을 수 있는가에 대해서는 의문도 있다. 일본의 고전문학 연구자 다케히사 쓰요시(武久堅)는 가마쿠라 시대에 하타케야마 시게타다를 주인공으로 하는 『하타케야마 이야기』(畠山物語)라는 4권의 군기물(軍記物)이 있었다고 하고[10] 『아즈마카가미』에 보이는 하타케야마 시게타다는 호조 씨에게 멸망당한 인물임에도 뛰어난 영웅상으로 그려지고 있는 점에서 거기서의 하타케야마 현창이 그대로 『아즈마카가미』에도 쓰여졌을 가능성을 오이시 나오마사(大石直正)는 지적하고 있다.[11] 한편 호소카와 료이치(細川涼一)는 하타케야마 시게타다와 가와고에 시게요리의 기사를 비교하여 시게타다의 동족(지치부 일족) 출신으로 히키 씨의 사위이기도 했던 시게요리와 그 딸(즉 미나모토노 요시쓰네의 정실)에 대해서는 그 존재를 가급적 「은폐」하는 곡필이 이루어졌고, 호조 씨의 사위이기도 한 하타케야마 시게타다는 호조 씨와 대립했던 히키 ・ 가와고에 씨의 사적을 감추기 위해서도 오히려 현창의 대상이 되었다고 하고 있다.[12]